# Thorvald Strömberg

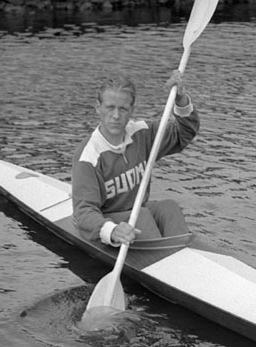
Torvald Strömberg, 1952.

Lennart Thorvald Strömberg, född 17 mars 1931 i Kyrkslätt, död 9 december 2010 i Ekenäs, var en finlandssvensk kanotist. Han blev uppfostrad som skärgårdsgrabb av morföräldrarna på skärgårdshemmanet Rödjan i  Ekenäs skärgård och fick sköta träningen vid sidan av fiskaryrket. Direkt från fiskebåten gick hans första utlandsresa med flyg år 1950 till Köpenhamn där han som 19-åring vann sitt första världsmästerskap i paddling, i K1 på 10 000 meter, inte som junior utan direkt i seniorklass. I VM i Prag1958 vann han också guld i K1 på 10 000 meter.
Toppen på hans bana var guldmedalj på 10 000 m och silver på 1 000 m vid olympiska spelen i Helsingfors 1952.
Han verkade i många år som ordförande för paddlingsklubben Wågen i Ekenäs, och hade flera förtroendeuppdrag inom finländska kanotförbundet.

## Utmärkelser
År 2000 förlänades T. Strömberg Pro-idrotten priset av Finlands undervisningsministerium.

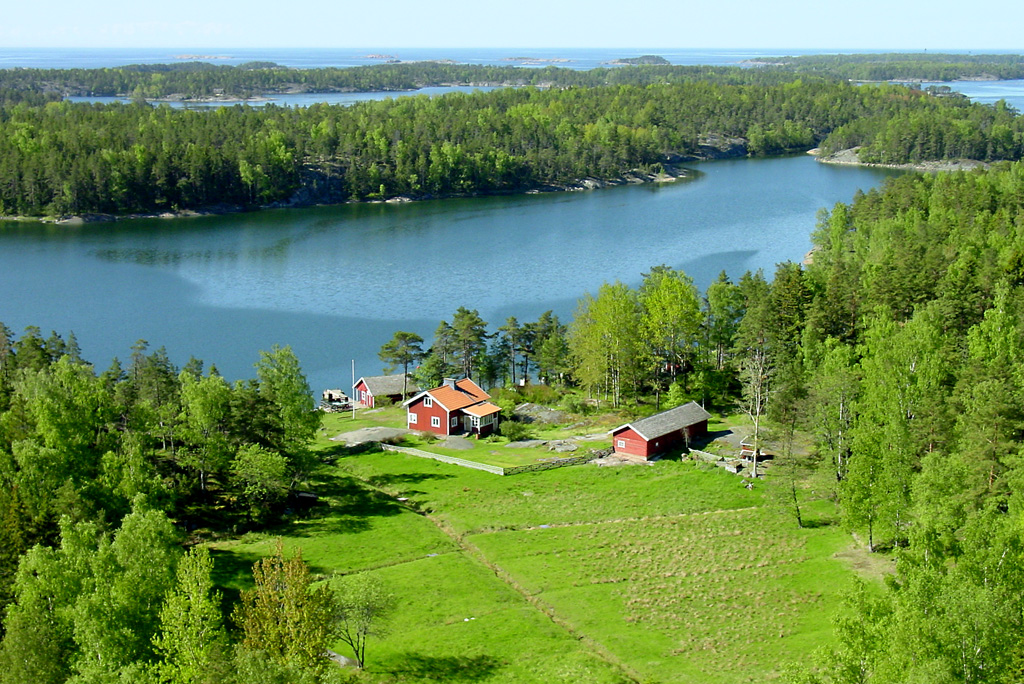
Fiskehemmanet Rödjan på ön Älgö var Thorvald Strömbergs barndomshem.

## Minnesmärken
Vid våghusparken i Ekenäs avtäcktes den 25 maj 2012 ett minnesmärke över Thorvald Strömberg.